# Райкомол
Райкомол (кирг. Райкомол) — село в Аксыйском районе Джалал-Абадской области Кыргызстана. Входит в состав Ак-Жолского айылного аймака.

## География
Село расположено в южной части области, на берегах реки Ак-Джол (левый приток реки Кара-Суу), на расстоянии приблизительно 39 километров (по прямой) к северо-востоку от города Кербен, административного центра района. Абсолютная высота — 959 метров над уровнем моря.

## Население
Согласно оценочным данным Национального статистического комитета Кыргызской Республики, численность населения села на начало 2023 года составляла 1941 человек.
| год     | 2009 | 2014 | 2015 | 2020 | 2021 | 2023 |
| ------- | ---- | ---- | ---- | ---- | ---- | ---- |
| человек | 1286 | 2105 | 1693 | 1849 | 1892 | 1941 |